# Pseudanurophorus mobilis
Pseudanurophorus mobilis är en urinsektsart som beskrevs av Potapov 1997. Pseudanurophorus mobilis ingår i släktet Pseudanurophorus och familjen Isotomidae. Inga underarter finns listade i Catalogue of Life.